# Франк Пашек
Франк Пашек  (нім. Frank Paschek, 25 червня 1956) — німецький легкоатлет, олімпійський медаліст.

## Виступи на Олімпіадах
| Олімпіада   | Дисципліна        | Місце |
| ----------- | ----------------- | ----- |
| Москва 1980 | стрибки у довжину | 2     |